# Lluvia de gallinas
Lluvia de gallinas es el segundo álbum de estudio del grupo argentino  Suéter. Fue editado bajo el sello DBN y producido por Daniel Grinbank en el año 1984.
Este disco continúa con la senda de la música divertida, usando letras de marcada orientación humorística. No obstante, contiene un tema singular, el éxito de la banda «Amanece en la ruta», canción que se volvería un clásico del grupo, y se haría con el puesto 95° en el ranking de los 100 mejores temas del rock argentino hecho por la Rolling Stone de Argentina y MTV en 2002. Miguel Zavaleta, vocalista del grupo y autor de la letra, explicó que "Es una historia totalmente imaginada y que lo único real que tiene es que se la dediqué a un primo hermano mío (...) que murió en un accidente de auto." 

## Historia
El segundo disco de Suéter, grabado en un buen momento de la banda, parecía ser la explosión a nivel popular, pero si bien resultó positivo de alguna manera no fue lo que se esperaba, a pesar de tener entre sus canciones a "Amanece en la ruta".

Era un disco, sin que los músicos lo supiéramos, demasiado atrevido, ecléctico, más alegre, y con los primeros intentos de disco y rap, como "Mamá planchame la camisa" o justamente Lluvia de gallinas (si confieso tener mi pequeña culpa en la creación de ese monstruo-opa que ya desde hace demasiado tiempo campea bajo el seudónimo de hip-hop).
Rescato algunos temas y un sabor a buen momento musical, rescato la onda y la conciencia que tomé de lo difícil de componer temas nuevos entre un disco y otro. Vaya mi admiración a quienes editan un disco por año sin perder nivel. Algunos dicen que soy demasiado crítico con este disco y puede que tengan razón, de cualquier manera ahí está, ya hecho y a disposición de todos, ¿qué ás puedo decir?
Miguel Zavaleta.

Según comentarios del músico Jorge Minissale en la plataforma YouTube, "Para esta época la banda había sufrido varios cambios, quedando reducida a cuarteto. Claudio Pato Loza es el baterista y ante la partida de Juan Del Barrio, Miguel se hizo cargo de los teclados, Gustavo Donés y yo seguimos siendo de la partida. El solo de saxo en "Mamá planchame la camisa", es de Daniel Melingo. Los coros femeninos en "Amanece en la ruta"  y "Lluvia de gallinas" son de Hilda Lizarazú. René Grecco toca teclados en varios temas, hace el solo final de "Ella quiere a muchos". El arreglo de brasses de Lluvia de gallinas, pertenece a Juan Pollo Raffo y es interpretado por Pablo Rodriguez. Todos los teclados que aparecen en "Manifestación de escépticos" son tocados por Juan Del Barrio y el saxo por Gustavo Donés. Las guitarras en "Nada es como fue" son tocadas por Quique Berro (yo no toco ahí). El disco fue grabado en "Panda" en 16 canales al mismo tiempo que "Del 63" de Fito Páez y "Hotel Calamaro" de Andrés, todos por Mario Breuer, pero en el caso de Sueter luego de las primeras tomas la grabación continuó con Amilcar Gilabert, quién ordenó las sesiones y terminó produciendo el disco, sugiriéndonos que debíamos incluir  "Amanece en la ruta" ante nuestra resistencia a agregarla al set list.

## Canciones
Todas las canciones escritas y compuestas por Suéter. 
| N.º   | Título                                                   | Escritor(es)                    | Duración |  |
| 1.    | «Mamá planchame la camisa»                               | Miguel Zavaleta/Gustavo Donés   | 03:42    |  |
| 2.    | «Amanece en la ruta»                                     | Miguel Zavaleta                 | 03:50    |  |
| 3.    | «Ella quiere a muchos»                                   | Miguel Zavaleta/Gustavo Donés   | 04:22    |  |
| 4.    | «De la oscuridad a la claridad»                          | Miguel Zavaleta                 | 02:26    |  |
| 5.    | «Alguien puede haberlos convencido»                      | Miguel Zavaleta/Jorge Minissale | 03:35    |  |
| 6.    | «Lluvia de gallinas»                                     | Miguel Zavaleta/Gustavo Donés   | 03:38    |  |
| 7.    | «Si alguna vez imaginaste»                               | Miguel Zavaleta/Jorge Minissale | 03:23    |  |
| 8.    | «Manifestación de escépticos (So lo ma grande libertad)» | Miguel Zavaleta/Jorge Minissale | 03:47    |  |
| 9.    | «Nada es como fue»                                       | Miguel Zavaleta                 | 03:39    |  |
| 10.   | «Vivo de noche»                                          | Zavaleta/Donés/Minissale/Loza   | 03:13    |  |
| 35:26 |                                                          |                                 |          |  |

## Personal
- Miguel Zavaleta: Voz y Teclados
- Gustavo Donés: Bajo
- Jorge Minissale: Guitarra
- Claudio Pato Loza: Batería